# 海老原敬吉
海老原 敬吉（えびはら けいきち、1898年 - 1972年6月8日）は、栃木県大田原市生まれ。理化学研究所・主任研究員、東京工業大学教授、第28期日本機械学会会長を歴任。工学博士でもある。
高性能なピストンリングを大量に製造する方法「ピン止め加工」を確立し、理化学興業、後の株式会社リケンの技術的基盤を作った。

## 略歴
- 1919年（大正8年） 東京高等工業学校（現東京工業大学）機械科卒業[1]
- 1923年（大正12年） 東北帝国大学理学部物理学科を卒業、ドレスデン工科大学留学[1]
- 1924年（大正13年） 理化学研究所・大河内正敏研究室にて、ピストンリングの高性能化に関する研究開発をスタートさせる。
- 1926年（大正15年） 「シリンダー内壁に対し均一なる圧力をおよぼすピストンリングの製作法」として特許を申請（特許第70144号）
- 1929年（昭和4年） 東京工業大学助教授[1]
- 1939年（昭和14年） 理化学研究所・主任研究員、および東京工業大学の教授に就任
- 1950年（昭和25年） 第28期日本機械学会会長[2]
- 1954年（昭和29年） 藍綬褒章受章
- 1968年（昭和43年） 叙勲二等授旭日重光章
- 1972年（昭和47年） 叙従三位